# مدارس الفكر المئة

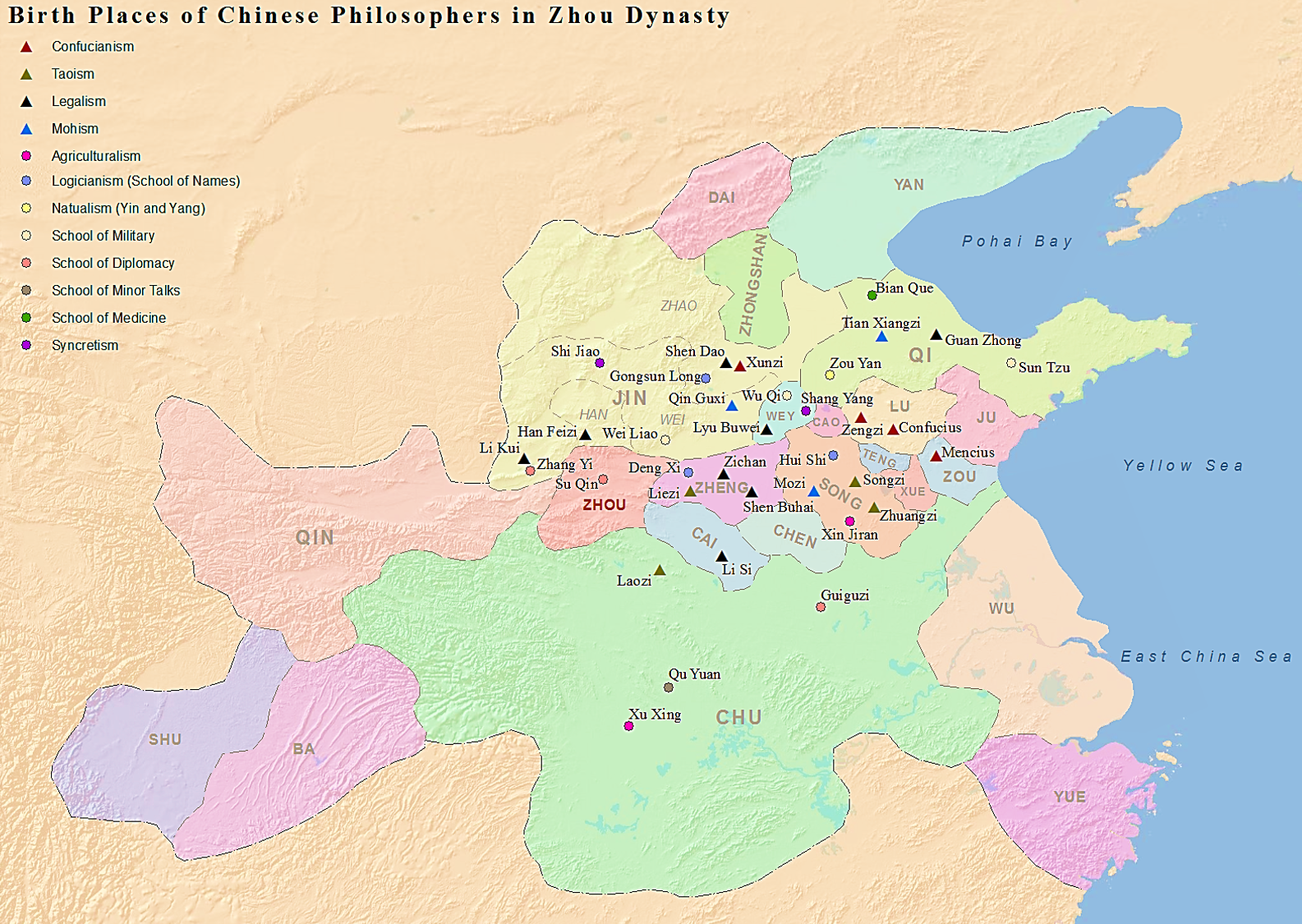
أماكن ولادة مجموعة من الفلاسفة الصينيين البارزين من مدارس الفكر المئة خلال عهد سلالة زو الحاكمة.

مدارس الفكر المئة (بالصينية: 諸子百家) هي مجموعة من الفلسفات والمدارس التي ازدهرت في الصين القديمة أثناء الفترة الممتدة من القرن السادس حتى عام 221 ق.م خلال فترة الربيع والخريف وعهد الدول المتحاربة.
اتسمت هذه الحقبة باتساع كبير في مجاليّ التعليم والثقافة بالصين، كما كانت محفوفة بالمعارك الدموية والفوضى، ولكنها عُرِفت بالعصر الذهبي للفلسفة الصينية بسبب تطور ونشأة مجموعة واسعة من الأفكار والتيارات التي جرى التناقش في أمرها بحرِّية. دُعِيت هذه الظاهرة باسم «تنازع مدارس الفكر المئة» (百家爭鳴/百家争鸣). أثَّرت الأفكار والتيارات التي نُوقِشَتْ وهُذِّبَتْ إبَّان هذهِ الفترة بعمق على الإدراك الاجتماعي وأنماط العيش والحياة في شرق آسيا حتى يومنا هذا. تميَّز المجتمع المثقَّف خلال تلك الحقبة بانتشار الباحثين المتجولين، الذين غالباً ما وظَّفهم حكَّام الدولة على اختلافهم عندهم متَّخذين منهم مستشارين لهم يقدمون لهم المشورة في أمور الحكم والحرب والدبلوماسية.
انتهت هذه الحقبة مع صعود سلالة تشين الإمبراطورية وما تلاه من قمع وحرق الكتب ووأد الباحثين وإسكات وتكميم الأفواه المعارضة.